# Bayan, Qinghai
Bayan (kinesiska: 巴燕, 巴燕乡) är en socken i Kina. Den ligger i provinsen Qinghai, i den nordvästra delen av landet, omkring 58 kilometer väster om provinshuvudstaden Xining. Antalet invånare är 9 569. Befolkningen består av 4 687 kvinnor och 4 882 män. Barn under 15 år utgör 18,0 %, vuxna 15-64 år 74 %, och äldre över 65 år 7,0 %.
Runt Bayan är det ganska tätbefolkat, med 75 invånare per kvadratkilometer. Närmaste större samhälle är Huangyuan Chengguanzhen, 15,1 km sydost om Bayan. Trakten runt Bayan består i huvudsak av gräsmarker.
Genomsnittlig årsnederbörd är 470 millimeter. Den regnigaste månaden är juli, med i genomsnitt 130 mm nederbörd, och den torraste är januari, med 2 mm nederbörd.